# Saint-Langis-lès-Mortagne
Saint-Langis-lès-Mortagne és un municipi francès situat al departament de l'Orne i a la regió de Normandia. L'any 2007 tenia 905 habitants.

## Demografia

### Població
El 2007 la població de fet de Saint-Langis-lès-Mortagne era de 905 persones. Hi havia 393 famílies de les quals 112 eren unipersonals (64 homes vivint sols i 48 dones vivint soles), 149 parelles sense fills, 92 parelles amb fills i 40 famílies monoparentals amb fills.
La població ha evolucionat segons el següent gràfic:
Habitants censats

### Habitatges
El 2007 hi havia 434 habitatges, 394 eren l'habitatge principal de la família, 17 eren segones residències i 23 estaven desocupats. 385 eren cases i 49 eren apartaments. Dels 394 habitatges principals, 267 estaven ocupats pels seus propietaris, 91 estaven llogats i ocupats pels llogaters i 36 estaven cedits a títol gratuït; 4 tenien una cambra, 26 en tenien dues, 41 en tenien tres, 148 en tenien quatre i 175 en tenien cinc o més. 297 habitatges disposaven pel capbaix d'una plaça de pàrquing. A 201 habitatges hi havia un automòbil i a 160 n'hi havia dos o més.

### Piràmide de població
La piràmide de població per edats i sexe el 2009 era:
| Homes | Edats   | Dones |
| ----- | ------- | ----- |
| 0     | 95 o +  | 0     |
| 4     | 90 a 94 | 12    |
| 0     | 85 a 89 | 24    |
| 0     | 80 a 84 | 0     |
| 28    | 75 a 79 | 24    |
| 28    | 70 a 74 | 24    |
| 20    | 65 a 69 | 36    |
| 24    | 60 a 64 | 12    |
| 32    | 55 a 59 | 32    |
| 28    | 50 a 54 | 52    |
| 48    | 45 a 49 | 32    |
| 24    | 40 a 44 | 32    |
| 24    | 35 a 39 | 16    |
| 24    | 30 a 34 | 24    |
| 8     | 25 a 29 | 16    |
| 24    | 20 a 24 | 12    |
| 28    | 15 a 19 | 32    |
| 32    | 10 a 14 | 24    |
| 32    | 5 a 9   | 16    |
| 0     | 0 a 4   | 28    |

## Economia
El 2007 la població en edat de treballar era de 547 persones, 388 eren actives i 159 eren inactives. De les 388 persones actives 371 estaven ocupades (202 homes i 169 dones) i 17 estaven aturades (9 homes i 8 dones). De les 159 persones inactives 80 estaven jubilades, 38 estaven estudiant i 41 estaven classificades com a «altres inactius».

### Ingressos
El 2009 a Saint-Langis-lès-Mortagne hi havia 388 unitats fiscals que integraven 897 persones, la mediana anual d'ingressos fiscals per persona era de 18.619 €.

### Activitats econòmiques
Dels 62 establiments que hi havia el 2007, 5 eren d'empreses extractives, 1 d'una empresa alimentària, 8 d'empreses de fabricació d'altres productes industrials, 8 d'empreses de construcció, 25 d'empreses de comerç i reparació d'automòbils, 1 d'una empresa de transport, 6 d'empreses d'hostatgeria i restauració, 2 d'empreses d'informació i comunicació, 1 d'una empresa financera, 1 d'una empresa immobiliària i 4 d'empreses de serveis.
Dels 10 establiments de servei als particulars que hi havia el 2009, 1 era un taller d'inspecció tècnica de vehicles, 1 paleta, 1 guixaire pintor, 5 lampisteries i 2 restaurants.
Dels 7 establiments comercials que hi havia el 2009, 1 era, 1 un supermercat, 1 una fleca, 1 una peixateria, 2 botigues de roba i 1 una sabateria.
L'any 2000 a Saint-Langis-lès-Mortagne hi havia 11 explotacions agrícoles.

## Equipaments sanitaris i escolars
El 2009 hi havia una escola elemental.

## Poblacions més properes
El següent diagrama mostra les poblacions més properes.